# Quad (unidade)

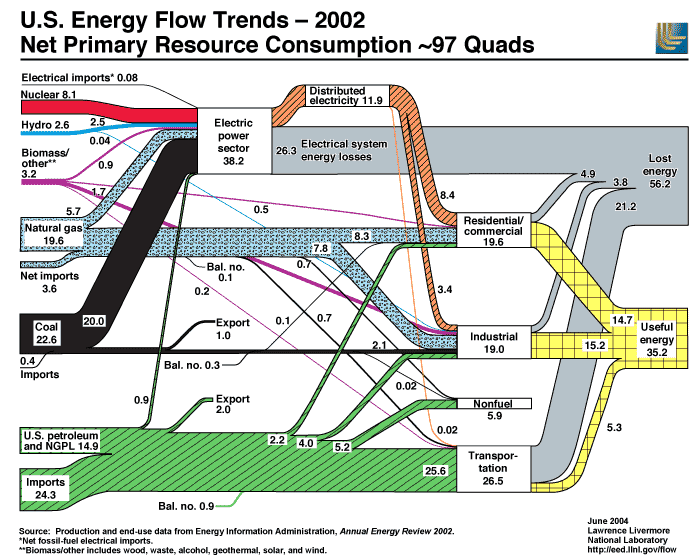
A diagrama Sankey usando quads.

Um quad é uma unidade de energia igual a 1015 (uma escala curta quatrilhão) BTU, ou 1.055 × 1018 joules (1.055 exajoules ou EJ) em unidades SI.
A unidade é usada pelo Departamento de Energia dos Estados Unidos na discussão mundial e orçamentos nacionais de energia.A produção global de energia primária em 2004 era 446 quad, equivalente à 471 EJ.
Alguns tipos comuns de um vetor de energia aproximadamente igual 1 quad são:
- 8,007,000,000  Galões (US) de gasolina
- 293,083,000,000  Quilowatts-hora (kWh)
- 33.434 Gigawatts-ano (GWy)
- 36,000,000  Toneladas de carvão
- 970,434,000,000  Pés cúbicos de gás natural
- 5,996,000,000  UK galões de óleo diesel
- 25,200,000  Toneladas de óleo
- 252,000,000 Toneladas de TNT ou cinco vezes a energia do Tsar Bomba teste nuclear.